# Libišany
Libišany jsou obec v okrese Pardubice v Pardubickém kraji v jeho nejsevernější části. Žije zde 665 obyvatel.

## Historie
Severovýchodně od obce na místě zvaném Na Bahnech byly objeveny kolové stavby a sídliště z mladší doby kamenné.
Úplně první písemná zmínka o vesnici pochází z roku 1436, kdy král Zikmund zastavil Libišany jistému Zdeňkovi Švábovi z Chvalovic, které byly majetkem kláštera opatovického.
Z následujícího roku 1437 pochází nepřímá zmínka o Libišanské tvrzi:
„Hradečtí vyjeli s velkú puškú k Libišanóm i nedobyvše Libišan, přijeli zase do Hradce“ – Antonín Profous.
První konkrétní datum v obecní kronice je rok 1493, kdy ji od Václava ze Zahrádky získal Vilém z Pernštejna. Takto se Libišany staly trvalou součástí pardubického, od roku 1560 komorního panství. V roce 1588 měla 25 obyvatel, v roce 1843 412 obyvatel a 61 domů.

## Přírodní poměry
Blízko obce je území o rozloze cca 30 hektarů, kde se dříve těžila rašelina. Tato oblast je středem zájmu ochránců přírody a ornitologů. V okolí obce se nachází chráněné slatinné louky s rákosinami.
Na okraji obce směrem na Opatovice nad Labem je obecní rybník - Vrškovský rybník.

## Obyvatelstvo
| Rok            | 1869 | 1880 | 1890 | 1900 | 1910 | 1921 | 1930 | 1950 | 1961 | 1970 | 1980 | 1991 | 2001 | 2011 | 2021 |
| -------------- | ---- | ---- | ---- | ---- | ---- | ---- | ---- | ---- | ---- | ---- | ---- | ---- | ---- | ---- | ---- |
| Počet obyvatel | 526  | 569  | 588  | 562  | 571  | 561  | 521  | 462  | 459  | 432  | 423  | 385  | 409  | 480  | 647  |
| Počet domů     | 69   | 76   | 76   | 84   | 82   | 87   | 101  | 127  | 124  | 126  | 118  | 145  | 146  | 163  | 219  |

## Obecní správa

### Obecní symboly
Znak a vlajka byly obci uděleny rozhodnutím předsedy Poslanecké sněmovny Parlamentu České republiky dne 29. května 2007. Z tvrze uprostřed vsi zůstal jen malý pahorek a zbytky valů a příkopů jako nevýrazné terénní vlny. Na pahorku stojí dodnes malá zvonička, vystavěná v roce 1834 na v tom období poměrně unikátním kruhovém půdoryse.  V symbolech, použitých na návrzích libišanského obecního znaku se právě objevuje zvonička, vyrůstající z kvádrované zdi s cimbuřím, dvěma klíčovými střílnami a okrouhlou branou.
Císaře Zikmunda a také dlouhodobou příslušnost Libišan ke komornímu panství připomíná černá orlice na zlatém praporci (odvozený od císařského znaku). Tuto orlici, ale ve stříbrném poli a často nakloněnou k pravému hornímu rohu štítu, nosil na svém erbu jeden ze zástavních majitelů osady, Václav ze Zahrádky. Dominující modrá barva je obecně barvou vody a i na tomto znaku symbolizuje potok, protékající katastrem obce. Z návrhu vychází také zjednodušený návrh obecní vlajky, který respektuje zásady a zvyklosti současné české vexilologické tvorby.

## Služby
Libišany jsou plně plynofikovaná obec a takřka ve všech domech je možné připojit pevnou telefonní linku i internet. Jsou zde dvě hospůdky, jedna při hlavní silnici a druhá za budovou obecního úřadu. Obchod byl pro nerentabilitu uzavřen. Vystavěna zde byla splašková kanalizace s čističkou odpadních vod a vodovod. V obci má sídlo několik firem. V současné době se připravuje výstavba 2 sídlišť rodinných domů.
Do obce zajíždí praktický lékař pro dospělé i dětská lékařka.

## Osobnosti
Narodili se zde:
- František Němec (1898–1963), československý politik a exilový ministr
- Jan Stanislav Skrejšovský (1831–1883), staročeský politik a redaktor
- František Skrejšovský (1837–1902), právník a podnikatel, bratr Jana